# Za króla i ojczyznę
Za króla i ojczyznę (ang. King and Country) – brytyjski dramat wojenny z 1964 roku w reżyserii Josepha Loseya. Adaptacja sztuki Johna Wilsona pt. Hamp i opartej na niej powieści Jamesa Lansdale'a Hodsona z 1955 roku pt. Return to the Wood. Fabuła filmu bazuje na autentycznych wydarzeniach z okresu I wojny światowej, mających miejsce podczas bitwy pod Passchendaele. Film uznawany jest za czołowego przedstawiciela nurtu kina antywojennego.

## Fabuła
I wojna światowa na froncie zachodnim. Szeregowy Hamp działając pod wpływem impulsu po śmierci przyjaciela i złych wieściach z domu, samowolnie opuszcza okopy. Zostaje schwytany, oskarżony o dezercję i postawiony przed trybunałem wojskowym. Bronić go podejmuje się kpt. Hargreaves. Pomimo błyskotliwej obrony, Hamp zostaje skazany na karę śmierci przez rozstrzelanie.   

## Obsada
- Dirk Bogarde – kpt. Charles Hargreaves
- Tom Courtenay – szer. Arthur Hamp
- Leo McKern – kpt. O'Sullivan
- Barry Foster – por. Jack Webb
- Peter Copley – pułkownik
- James Villiers – kpt. Midgley
- Jeremy Spenser – szer. Sparrow
- Barry Justice – por. Prescott
- Vivian Matalon – duchowny
- Keith Buckley – kapral warty
- Derek Partridge – kapitan w sądzie wojskowego
- Brian Tipping – porucznik w sądzie wojskowym

i in. 

## Plenery
W pierwszych ujęciach filmu pokazano londyński Royal Artillery Monument przy Hyde Park Corner.

## Odbiór
Film spotkał się z bardzo życzliwym przyjęciem krytyków i widzów w Europie. Swoją światową premierę miał na 25. MFF w Wenecji, gdzie startował w konkursie o nagrodę Złotego Lwa i zdobył Puchar Volpiego dla najlepszego aktora za kreację Toma Courtenaya. W kraju pochodzenia otrzymał cztery nominacje do nagrody BAFTA. 
We wrześniu 1964 w nowojorskiej Philharmonic Hall, film miał amerykańską premierę. Jeden z krytyków The New York Timesa, Eugene Archer, chwaląc jego błyskotliwą reżyserię i doskonałe aktorstwo, uznawał go za imponujące osiągnięcie, szokujący i bezkompromisowy film.   
Film trafił na ekrany polskich kin we wrześniu 1965 roku. Zyskał bardzo pozytywne recenzje krytyków. Rok przed polską premierą był anonsowany w rubryce "Filmy o których się mówi" przez tygodnik Film, jako obraz niedoceniony przez jury w Wenecji, które przyznało mu jedynie nagrodę za najlepszą rolę męską. 

"Za króla i ojczyznę" trzeba uznać za film mistrzowski, dokonujący wnikliwej analizy romantycznej postawy życiowej, która poniosła klęskę w okopach pierwszej wojny światowej

Po latach film Za króla i ojczyznę stawiany jest w gronie najsłynniejszych klasyków kina antywojennego. Brytyjski Instytut Filmowy plasuje go w dziesiątce najlepszych brytyjskich dramatów sądowych. W rankingu popularnego, filmowego serwisu internetowego Rotten Tomatoes obraz posiada obecnie (2025) wysoką, 89-procentową, pozytywną ocenę "czerwonych pomidorów"